# Dominion du Melchizedek
Pour les articles homonymes, voir Melchisédech (homonymie).
Le dominion du Melchizedek est une micronation créée en 1986 par Evan David Pedley et son fils Mark Logan Pedley afin de favoriser à grande échelle le blanchiment d'argent,.

## Histoire
Les Pedley commencent par réclamer l'île colombienne de Malpelo, dans le Pacifique à 500 km des côtes de la Colombie, puis Karitane Shoal (en) dans le Pacifique Sud, un banc de sable submergé sous 9 mètres d'eau, Clipperton, l'île française à 2 400 km à l'ouest du Nicaragua, et finalement, Bokak (Taongi), un atoll inhabité dans l'archipel des Îles Marshall. Aujourd'hui, c'est l'unique territoire encore réclamé par Melchizedek.
Le dirigeant actuel et premier ministre, est David Williams, depuis 2012.
Les supporteurs du Dominion prétendent qu'il s'agit d'un « État ecclésiastique », similaire au Vatican. Si son drapeau intègre des symboles chrétiens, juifs et musulmans, le Dominion de Melchizedek n'a pas d'église établie ni de religion formellement constituée, et la plupart des observateurs extérieurs rejettent l'assertion d'un état ecclésiastique.
Le Dominion de Melchizedek prétend aussi que Jérusalem est sa « patrie ». Cette prétention est fondée sur le personnage biblique de Melchizédek, qui est dit avoir été roi et prêtre de Salem. Cependant, comme personne que l'on sait associée au Dominion n'est connue pour résider à Jérusalem, et comme la micronation n'a apparemment aucun moyen reconnu d'appliquer cette prétention, celle-ci est aussi généralement rejetée.